# Grjazev-Šipunov GŠ-23
Grjazev-Šipunov GŠ-23 (ГШ-23) je sovjetski dvocevni 23-mm avtomatski top, ki se večinoma uporablja na vojaških letalih in helikopterjih. V uporabo je vstopil leta 1965 in je nadomestil starejšega Nudelman-Rihter NR-23. 
GŠ-23 uporablja "gast" (po Karlu Gastu) način polnjenja, pri katerem reakcijski učinek ob izstrelitvi naboja ene cevi poganja mehanizem na drugi cevi. S tem se doseže zelo visoko hitrost streljanja, okrog 3400-3600 nabojev/min. Sicer manj kot ameriški letalski gatlingov top M61 Vulcan, vendar pa je reakcijski čas pri GŠ-23 precej manjši.

## Letala in helikopterji s GŠ-23
- Mikojan-Gurevič MiG-21, Mikojan-Gurevič MiG-23,
- Jakovljev Jak-28, Jakovljev Jak-38, Jakovljev Jak-130
- Suhoj Su-7, Suhoj Su-15, Suhoj Su-17, Suhoj Su-25
- Iljušin Il-76
- Tupoljev Tu-22M, Tupoljev Tu-95, Tupoljev Tu-142
- Antonov An-72
- Kamov Ka-25, Kamov Ka-29
- Mil Mi-8, Mil Mi-24, Mil Mi-35